# Национальная кинопремия (Индия) за лучшую мужскую роль второго плана
Национальная кинопремия за лучшую мужскую роль второго плана (или «…лучшему вспомогательному актёру», хинди राष्ट्रीय फ़िल्म पुरस्कार, सर्वश्रेष्ठ सहायक अभिनेता) — категория главной кинематографической премии Индии под эгидой Дирекции кинофестивалей Министерства информации и телерадиовещания Правительства Индии, присуждаемая актёрам за лучшее исполнение второстепенных ролей в фильмах индийского кинематографа на любом из языков или диалектов Индии.

## Описание
Премия за лучшую мужскую роль второго плана была учреждена в 1984 году и вручалась, начиная с 32-й церемонии награждения. До этого года артисты награждались за лучшее исполнение ролей без разделения на главные и второстепенные. Первым лауреатом премии стал Виктор Банерджи за роль Нихила Чаудхари, в фильме на бенгали «Дом и мир» (1984).
Номинация и награждение по творческим результатам каждого года (с 1 января по 31 декабря включительно) проводятся в последующем году.
Призом этой, как и большинства других «личных» категорий, является «Серебряный Лотос» (хинди रजत कमल, Rajat Kamal), включающий медаль премии (NFA), сертификат о награждении и денежный приз (до 2006 — в 10 тысяч, позднее — в 50 тысяч рупий).
Честь вручения премий традиционно принадлежит президенту Индии.

## Статистика премии
- Лауреаты наибольшего количества премий в категории:  получившие премию 2 раза Панкадж Капур[англ.] (в 1989 и 2004 годах; обе роли — в фильмах на хинди), Нана Патекар (в 1990 и 1997 годах; обе роли — в фильмах на хинди) и Атул Кулкарни[англ.] в 2000 и 2002 годах; в фильмах на хинди и тамильском языках).
- Самый возрастной лауреат:  Харадхан Баннерджи[англ.] (род. 1926), награждённый в 2005 году в 78-летнем возрасте за роль в фильме на бенгали «Krantikaal» (1995).
- Самый молодой лауреат: Манодж Баджпаи[англ.] (род. 1975), награждённая в 1997 году в возрасте 30 лет за роль в фильме на хинди «Предательство»[англ.] (1999).

Ряд обладателей премии являются также лауреатами других престижных и кинопремий (в частности, Filmfare Awards и BFJA Awards (англ.)), а также одной или нескольких правительственных наград различного уровня.

## Таблица лауреатов

### 1980-е годы
| Год и номер церемонии | Лауреаты        | Фото | Фильмы и их языки         | Роли             | Формулировки | Ссылки |
| --------------------- | --------------- | ---- | ------------------------- | ---------------- | --- | ------ |
| 1985 (32-е вручение)  | Виктор Банерджи |      | «Дом и мир» (бенгальский) | Нихилеш Чаудхари | | [ 3 ]  |
| 1986 (33-е вручение)  | Дипанкар Де     |      | «Парома» (бенгальский)    | муж Паромы       | «За убедительное изображение мучений мужа, который не в состоянии благосклонно отнестись к своей жене.»                    | [ 5 ]  |
| 1987 (34-е вручение)  | Суреш Оберой    |      | «Красный перец» (хинди)   | мукхи            | «За вдохновение жизни в сложный феодальный характер, который пытается управлять судьбой за пределами его области влияния.» | [ 6 ]  |
| 1988 (35-е вручение)  | Тхилакан        |      | «Rithubhedam» (малаялам)  | Ачунни Наир      | «За его резкое и острое изображение безнравственности человеческого существа, которое является слабым и подлым.»           | [ 7 ]  |
| 1989 (36-е вручение)  | Панкадж Капур   |      | «Пепел» (хинди)           | инспектор П. К.  | | [ 8 ]  |

### 1990-е годы
| Год и номер церемонии | Лауреаты          | Фото | Фильмы и их языки                       | Роли                   | Формулировки | Ссылки |
| --------------------- | ----------------- | ---- | --------------------------------------- | ---------------------- | --- | ------ |
| 1990 (37-е вручение)  | Нана Патекар      |      | «Братья» / «Птицы» (хинди)              | криминальный босс Анна | «For his unique portrayal of a psychotic character.»                                                                                            | [ 9 ]  |
| 1991 (38-е вручение)  | Недумуди Вену     |      | «His Highness Abdullah» (малаялам)      | махараджа Удаяварма    | «For maintaining the character with consistency and sensitivity.»                                                                               | [ 10 ] |
| 1992 (39-е вручение)  | П. Л. Нараяна     |      | «Yagnam» (телугу)                       | —                      | «For convincing portrayal of the oppressed farmer.»                                                                                             | [ 11 ] |
| 1993 (40-е вручение)  | Санни Деол        |      | «Свидетельница» (хинди)                 | адвокат Говинд         | «For his outstanding portrayal of hardened and cynical lawyer who takes on new challenges in his quest for justice.»                            | [ 12 ] |
| 1994 (41-е вручение)  | Пареш Равал       |      | «Woh Chokri» «Между двух огней» (хинди) | Лалит Рамджи Велджи    | «For his performances in the films to reveal contradictory human emotions at the outer and inner levels.»                                       | [ 13 ] |
| 1995 (42-е вручение)  | Ашиш Видьятхи     |      | «Drohkaal» (хинди)                      | командующий Бхадра     | «For bringing credibility to his role with strength and total conviction.»                                                                      | [ 14 ] |
| 1995 (42-е вручение)  | Нагеш             |      | «Nammavar» (тамильский)                 | мистер Прабхакар Рао   | «For making heart break of a broken father come alive with dignity and poise.»                                                                  | [ 14 ] |
| 1996 (43-е вручение)  | Митхун Чакраборти |      | «Swami Vivekananda» (хинди)             | Рамакришна             | «For his brilliant and soul searching portrayal of Shree Ramakrishna Paramahamsa and succeeds in elevating the character to a spiritual level.» | [ 15 ] |
| 1997 (44-е вручение)  | Нана Патекар      |      | «Огонь-свидетель» (хинди)               | Вишванатх              | «For his brilliant performance as an obsessed husband.»                                                                                         | [ 16 ] |
| 1998 (45-е вручение)  | Пракаш Радж       |      | «Тандем» (тамильский)                   | Тамизселван            | «For his sensitive and consistent portrayal of a powerful character that spans a colorful political career.»                                    | [ 17 ] |
| 1999 (46-е вручение)  | Манодж Баджпаи    |      | «Предательство» (хинди)                 | Бидху Мхатре           | «For his flawless performance of the eccentric underworld trapped in a system, cold blooded yet vulnerable at the same time.»                   | [ 18 ] |

### 2000-е годы
| Год и номер церемонии | Лауреаты           | Фото | Фильмы и их языки                           | Роли                              | Формулировки | Ссылки |
| --------------------- | ------------------ | ---- | ------------------------------------------- | --------------------------------- | --- | ------ |
| 2000 (47-е вручение)  | Атул Кулкарни      |      | «Дыхание времени» (тамильский)              | Шрирам Абхиянкар                  | «For his serious performance as a cold blooded fundamentalist stalking the cities during the turbulent years of partition that led to the assassination of Mahatma Gandhi.»                                                                              | [ 19 ] |
| 2001 (48-е вручение)  | Х. Г. Даттатрея    |      | «Munnudi» (каннада)                         | Хасанабба                         | «For his portrayal of Hasanabba. He is an agent who procures local girls for arabs to marry in an impoverished village in Karnataka. H. G. Dattatreya brings a wonderful sensitivity to the character, without turning it into a stereotypical villain.» | [ 20 ] |
| 2002 (49-е вручение)  | Атул Кулкарни      |      | «Танцующая на грани» (хинди)                | Потья Савант                      | «For depicting a ruthless character, trapped in a world without social values.» | [ 21 ] |
| 2003 (50-е вручение)  | Чандрашекхар       |      | «Nanba Nanba» (тамильский)                  | —                                 | «For his touching and absorbing portrayal of a physically challenged man.» | [ 22 ] |
| 2004 (51-е вручение)  | Панкадж Капур      |      | «Макбул» (хинди)                            | Джахангир Хан                     | «For his riveting yet understated performance as a mafia don.» | [ 23 ] |
| 2005 (52-е вручение)  | Харадхан Баннерджи |      | «Krantikaal» (бенгальский)                  | заминдар                          | «For his subtle yet powerful performance which is understated portraying a helpless bedridden old royal.» | [ 24 ] |
| 2006 (53-е вручение)  | Насируддин Шах     |      | «Икбал» (хинди)                             | пьяница Мохит                     | «For his competent depiction of an endearing man who finds it difficult to give up his addiction to alcohol but still emerges vicarious as his protégé the young village lad conquers his dream.»                                                        | [ 25 ] |
| 2007 (54-е вручение)  | Дилип Прабхалвакар |      | «Братан Мунна 2» (хинди) «Shevri» (маратхи) | образ Махатмы Ганди коллега Видьи | «For the sincere portrayal of a wide range of emotions of two divergent and equally challenging characters of Gandhi in Lage Raho Munna Bhai and a benign middle-class clerk in Shevri.»                                                                 | [ 26 ] |
| 2008 (55-е вручение)  | Даршан Джаривала   |      | «Мой отец Ганди» (хинди, английский)        | Махатма Ганди                     | «For truthfully portraying the angst of a great historical figure — Mahatma Gandhi. The Father of the Nation stands defeated in his personal relationship with his own son.»                                                                             | [ 27 ] |
| 2009 (56-е вручение)  | Арджун Рампал      |      | «Играем рок!!» (хинди)                      | Джозеф «Джо» Маскареньяш          | «For his moving performance as a musician trying to rise above personal tragedy.» | [ 28 ] |

### 2010-е годы
| Год и номер церемонии | Лауреаты         | Фото | Фильмы и их языки                            | Роли                       | Формулировки | Ссылки        |
| --------------------- | ---------------- | ---- | -------------------------------------------- | -------------------------- | --- | ------------- |
| 2010 (57-е вручение)  | Фарук Шейх       |      | «Лахор» (хинди)                              | тренер С. К. Рао           | «За непревзойденную легкость, с которой он убеждает и вдохновляет всех вокруг него, сохраняя свою целостность и достоинство.»                           | [ 29 ]        |
| 2011 (58-е вручение)  | Тамби Рамайа     |      | «Майна» (тамильский)                         | надзиратель Рамайя         | «За душевное выступление в качестве полицейского, который открывает в себе человечность в процессе захвата сбежавшего беглеца.»                         | [ 30 ]        |
| 2012 (59-е вручение)  | Аппукутти        |      | «Azhagarsamiyin Kuthirai» (тамильский)       | Азхагарсами                | «За абсолютную жизненность в исполнении и заслуживающий доверия образ, который Аппукутти приводит с экрана в исполнении непривычной для себя роли.»     | [ 31 ] [ 32 ] |
| 2013 (60-е вручение)  | Анну Капур       |      | «Донор Вики» (хинди)                         | доктор Балдев Чаддха       | «Актёр исполнил роль профессионального медика, управляющего клиникой репродуктивной медицины, с щегольством, которое образует центральное ядро фильма.» | [ 33 ] [ 34 ] |
| 2014 (61-е вручение)  | Саурабх Шукла    |      | «Джолли — бакалавр юридических наук» (хинди) | судья Трипатхи             | «За трогательное и яркое выступление в качестве судьи, который обнаруживает свою власть и совесть в процессе ведения громкого дела.»                    | [ 35 ] [ 36 ] |
| 2015 (62-е вручение)  | Бобби Симха      |      | «Холодное сердце» (тамильский)               | гангстер Сетху             | «За привлекательное изображение страшного Дона мафии, который играет как злодея так и комика с редкой пышностью и непринуждённостью.»                   | [ 37 ]        |
| 2016 (63-е вручение)  | Самутиракани     |      | «Допрос» (тамильский)                        | полицейский Мутхувел       | «За минималистичное, но все же разительное и волнующее исполнение роли полицейского, вставшего перед моральной дилеммой.»                               | [ 38 ]        |
| 2017 (64-е вручение)  | Манодж Джоши     |      | «Dashakriya» (маратхи)                       | Кешав Бхат                 | «За завершённое изображение персонажа.» | [ 39 ]        |
| 2018 (65-е вручение)  | Фахад Фазиль     |      | «Thondimuthalum Driksakshiyum» (малаялам)    | воришка Прасад             | | [ 40 ]        |
| 2019 (66-е вручение)  | Свананд Киркире  |      | «Chumbak» (маратхи)                          | Прасанна                   | «За способность вызывать сочувствие у аудитории.» | [ 41 ]        |
| 2020 (67-е вручение)  | Виджай Сетупати  |      | «Супер делюкс» (тамильский)                  | трансгендер Шилпа          | | [ 42 ]        |
| 2021 (68-е вручение)  | Биджу Менон      |      | «Айаппан и Коши» (малаялам)                  | суб-инспектор Айяппан Наир | |               |
| 2022 (69-е вручение)  | Панкадж Трипатхи |      | «Мими» (хинди)                               | Бхану Пратап Пандей        | |               |
| 2023 (70-е вручение)  | Паван Малхотра   |      | «Fouja» (хариани)                            | Фуджа Сингх                | |               |